# Bell 429
Bell 429 zamišljen je kao helikopter za hitnu medicinsku pomoć (eng. Emergency Medical Services (EMS)).  Izrađen na konstrukciji Bell 427 s manjim preinakama, Bell se nadao ući na EMS tržište. Radi male kabine koja nije mogla pružiti dovoljno prostora za potrebe bolesnika i pratećeg osoblja, prodaja helikoptera je mala. Glavni korisnik Bell-429 je "Air Methods Corporation", američki ambulantni zračni prevozitelj (eng. air ambulance).

## Tehničke karakteristike
Opće karakteristike
- Posada: 1 pilot
- Kapacitet: 7 putnika
- Dužina: 12,7 m
- Visina: 4,4 m
- Težina praznog helikoptera: 1.950 kg
- Maksimalna težina uzlijetanja: 3.175 kg
- Pogon: 2× Pratt & Whitney Canada PW207D1 turbo-osovinski, 466.06 kW svaki

Performanse
- Ekonomska brzina: 147 čvorova (273 km/h)
- Dolet: 648 km
- Visina letenja: 5.698 m

## Poveznice
- Bell 407
- Bell 427

## Vanjske poveznice
- (en) Bell 427  Arhivirana inačica izvorne stranice od 4. listopada 2008. (Wayback Machine)